# Diocesi di Mindat
La diocesi di Mindat (in latino Dioecesis Mindatina) è una sede della Chiesa cattolica in Birmania suffraganea dell'arcidiocesi di Mandalay. Nel 2025 contava 14.394 battezzati su 358.866 abitanti. È retta dal vescovo Augustine Thang Zawm Hung.

## Territorio
La diocesi si trova nel distretto di Mindat, nella parte meridionale dello Stato Chin, compresa la divisione di Magwem, in Birmania.
Sede vescovile è la città di Mindat, dove si trova la cattedrale del Sacratissimo Cuore di Gesù.
Il territorio si estende su una superficie di 17.156 km² ed è suddiviso in 23 parrocchie.

## Storia
La diocesi è stata eretta il 25 gennaio 2025 da papa Francesco, ricavandone il territorio dalla diocesi di Hakha.

## Cronotassi dei vescovi
Si omettono i periodi di sede vacante non superiori ai 2 anni o non storicamente accertati.
- Augustine Thang Zawm Hung, dal 25 gennaio 2025

## Statistiche
La diocesi nel 2025 su una popolazione di 358.866 persone contava 14.394 battezzati, corrispondenti al 4,0% del totale.
| anno | popolazione | popolazione | popolazione | presbiteri | presbiteri | presbiteri | presbiteri                | diaconi | religiosi | religiosi | parrocchie |
| anno | battezzati  | totale      | %           | numero     | secolari   | regolari   | battezzati per presbitero | diaconi | uomini    | donne     | parrocchie |
| ---- | ----------- | ----------- | ----------- | ---------- | ---------- | ---------- | ------------------------- | ------- | --------- | --------- | ---------- |
| 2025 | 14.394      | 358.866     | 4,0         | 48         | 48         |            | 299                       |         | 3         | 21        | 23         |